# Ургентни центар (српска ТВ серија, 4. сезона)
Четврта сезона серије Ургентни центар се емитовала од 14. септембра 2023 до 18. марта 2025. године и броји 100 епизода.

## Опис
Серија прати рад здравствених радника у Ургентном центру у Београду.

## Улоге

### Главне
- Драган Мићановић као др Алекса Радак + (епизоде 1−20)
- Марија Вицковић као др Симонида Коњовић (епизоде 1−20)
- Иван Босиљчић као др Немања Арсић (главни: епизоде 2−100; гост: епизода 1)
- Дубравка Мијатовић као др Сара Коларов (главни: епизоде 1−78; гост: епизода 79)
- Александар Радојичић као техничар Вук Тешић + (главни: епизоде 23−59 и 77; епизодни: епизоде 21−22)
- Бранкица Себастијановић као студенткиња, касније др Маја Регодић (главни: епизоде 60−76, 78−100; гост: епизода 77)
- Маја Манџука као др Андреа Марков (главни: епизоде 23−100; гост: епизода 22)
- Ђорђе Митровић као студент, касније др Милан Галовић (главни: епизоде 23−100; гост: епизода 20−22)
- Магдалена Мијатовић као др Софија Крунић (главни: епизоде 15−78; епизодни: епизоде 14 и 84)
- Иван Јевтовић као др Рефик Петровић (епизоде 1−23)
- Оља Левић као др Тамара Мацановић (епизоде 1−23)
- Александар Димитријевић као др Ђорђе Предић (главни: епизоде 33−100; епизодни: епизоде 31−32)
- Мирка Васиљевић као Сташа Тагић (епизоде 64−100)
- Милан Колак као др Дамјан Мештеровић (епизоде 1−83)
- Милена Живановић као др Вања Кокотовић
- Никола Вујовић као др Максим Ускоковић + (главни: епизоде 1−66; гост: епизода 67)
- Милица Мајкић као др Викторија-Бела Маровић

### Епизодне
Лекари и студенти
- Бане Видаковић као др Димитрије Принцип
- Златко Ракоњац као др Дејан Димов
- Димитрије Стојановић као др Никола Властић
- Јелица Ковачевић као др Жанет Константиновић
- Александар Којић као студент Војислав Васић
- Ана Томић као студенткиња Тина Трифуновић
- Мирјана Требињац као др Катарина Лијешевић
- Слободан Тешић као др Матић
- Франо Ласић као др Јоже Видмар
- Симонида Мандић као студенткиња Ема Аџић
- Стојан Ђорђевић као др Златко Кораћ
- Матија Живковић као студент Павле Ненадић
- Мирјана Требињац као др Катарина Лијешевић
- Арно Умбер као др Виктор Абрамович
- Јелена Здравковић као др Тасојевић
- Никола Јанковић као др Јанковић
- Дамјан Кецојевић као др Дејан Добрашиновић
- Горан Остојић Вид као др Јанко Лонгиновић
- Лука Антонијевић као студент Лазар Тимерштајн
- Милош Пантић као др Никша Кувекаловић
- Стефан Ђоковић као др Анђелко Момчиловић
- Филип Ђуретић као студент Никола Скенџић
- Вања Мијатов као др Срна Ђорђевић
- Сања Савић Маравић као др Данијела Даријевић
- Жељко Димић као др Дарио Ковачевић
- Урош Јанковић као др Глигић
- Милица Давидовић као др Сања Велимировић
- Теодора Кушић као стажисткиња Ката
- Алекса Јовановић као стажиста Давид
- Бранислав Нацић као др Јован Ристић
- Давор Перуновић као др Реља Бојић
- Александар Стојић као др Данило Рајак
- Кристина Милосављевић као Петра Никетић
- Милош Ђорђевић као др Коста Дубовац
- Срна Ђенадић као студенткиња Јована Филиповић

Болничари
- Зинаида Дедакин као сестра Љиљана Милановић
- Maja Николић као сестра Мара
- Јелена Мрђа као сестра Нена
- Даница Тодоровић као сестра Стана
- Александра Стојановић као сестра Хана
- Даница Петровић као сестра Надица Контић
- Јелена Велковски као сестра Лола
- Драгана Обрадовић као сестра Вирџинија

Запослени и хитна помоћ
- Немања Јаничић као портир Љубомир Марковић
- Миливој Борља као болничар Миша
- Ивана Вуковић као болничарка Ива
- Маја Шуша као социјална радница Дора Ковачевић
- Aлександар Стајић као болничар Аца
- Миливоје Станимировић као ватрогасац Борис
- Милан Танкосић као ватрогасац Лазић
- Нина Шеваљевић као социјална радница Ивана Ковач
- Милан Поповић као болничар Чеда Радошевић
- Миа Радовеновић као социјална радница Вера Митић

Породица
- Бојан Кривокапић као Радош Лолић, Вањин бивши супруг
- Предраг Милетић као Небојша Маровић, Викторијин отац
- Милица Глоговац као Немањина сестра
- Маја Новељић Ромчевић као Љубина Коњовић, Симонидина мајка
- Аљоша Вучковић као Часлав Коњовић, Симонидин отац
- Бранка Пујић као Олга Кос, Вањина мајка
- Милош Мићовић као Јосип
- Тамара Белошевић као Сандра Петровић, Рефикова сестра
- Жељко Кундовић као Адил, Рефиков зет
- Ника Мијајловић као Ана Радак, Алексина ћерка из брака са Симонидом
- Дуња Вулић као Уна Радак, Алексина ћерка из првог брака
- Бранка Петрић као Ксенија Мештеровић, Дамјанова бака
- Паулина Манов као Елена Мештеровић, Дамјанова мајка
- Небојша Дугалић као Јанко Мештеровић, Дамјанов отац
- Кристина Лукић као Клара Марков, Андреина ћерка
- Владимир Грбић као Иван Јовановић, Андреин бивши муж
- Неда Даниловић као Маријана Борковић, Љиљина ћерка
- Леонтина Латиновић као Ива Борковић, Љиљина унука
- Филип Радовановић као Емилијан Кос, Вањин брат
- Вујадин Милошевић као Лав Предић, Ђорђев брат
- Снежана Ковачев као Стојанка Марковић, Љубина мајка
- Сташа Николић као Дара Марковић, Љубина сестра
- Алекса Микић као Андреј Тагић, Сташин син
- Лана Ујевић Телента као Матеа Лисјак, Дамјанова девојка
- Ивана Живковић као Валерија Галовић, Миланова сестра
- Томица Ђорђевић као Миливоје Крунић, Софијин отац
- Андријана Виденовић као Дуња Тешић, Вукова мајка
- Дарко Милосављевић као Милан Тешић, Вуков брат
- Миљан Прљета као Сава Караклајић, Сташин бивши муж
- Саша Пилиповић као Аљоша Регодић, Мајин отац
- Драгана Радојевић као Ваја Регодић, Мајина мајка

## Епизоде
| Бр. еп. (укупно) | Бр. еп. (у сезони) | Наслов                                 | Редитељ            | Сценариста           | Премијера           |
| --- | ------------------ | -------------------------------------- | ------------------ | -------------------- | ------------------- |
| 147 | 1                  | "Неко се враћа кући"                   | Коста Ђорђевић     | Већи број сценариста | 14. септембар 2023. |
| Рефика и Тамару буди Амира у пола ноћи, јер је сама у новобеоградским блоковима и зове да Рефик дође по њу. Он одлази, што Тамару љути и поново их доводи у конфликт. Мештеровић је нервозан, јер треба да каже Сари да је узимао наркотике. Вања га већ неко време притиска да то уради, порукама, јер се данима не појављује у смени, нити се јавља на телефон. Мештеровић је додатно под притиском јер треба да прође његова евалуација, а он не може да присуствује зато што преузима хитан случај девојке која је из Црне Горе шверцовала кокаин у стомаку. Компликација се десила када је кондом у коме је преносила дрогу пукао у њеном желуцу. Амира је у Тамарином и Рефиковом стану сама са Рефиком, покушава да флертује са њим. Тамара је љута на Рефика због Амириног останка у њиховој кући, он је убеђује да ће све средити. Но, Тамара има преча посла - прима пацијенткињу, девојчицу - жртву из саобраћајне несреће. Девојчица Ема Трајковић је тешко повређена, и уз све њене напоре премине. Мушкарац који је изазвао саобраћајну несрећу долази у УЦ, пијан. Димов га санира, а како је починилац пијан и не сарађује, овај је груб према њему. Мештеровићева евалуација пролази добро упркос целодневном хаосу. Немања Арсић се враћа у Ургентни центар. |                    |                                        |                    |                      |                     |
| 148 | 2                  | "Предаја"                              | Коста Ђорђевић     | Већи број сценариста | 15. септембар 2023. |
| Максим поставља Рефика за надзорника европског програма за инклузију мањина у склопу УЦ. Дамјан Мештеровић посећује свог рођака Виктора који се налази на клиници за одвикавање. Радак почиње да ради након опоравка од тумора. Сара код њега примећује, осим агресивног понашања, бркање родова пацијената. Немања Арсић се након разговора са начелником враћа у УЦ. Тај први радни дан им пролази у хаотичним и тешким интервенцијама над пацијентима страдалим од пожара на градилишту. |                    |                                        |                    |                      |                     |
| 149 | 3                  | "То ће бити готово"                    | Коста Ђорђевић     | Већи број сценариста | 21. септембар 2023. |
| Алекса Радак након операције одлази на радиолошку контролу главе. Дамјан Мештеровић позива Вању Кокотовић на породичну добротворну забаву. Ургентни је пун болесника који захтевају антибиотике, а Радак их одбија да преписује због антибиотске отпорности. Особље УЦ-а примећује измењено понашање Радака након равнодушног проглашења смрти и давања игле наркоманки. Ускоковић ургира код Саре Коларов, тврдећи да је Радаково понашање неприхватљиво. Сара показује трпељивост и разумевање, али после Радаковог констатовања смрти преко телефона одлучује да се посаветује и затражи Радакову процену услед когнитивних потешкоћа. Немања успоставља блискији спој са игуманом Симеоном и услед тешког стања младог једног болесника, преиспитује себе, своју веру и исправан животни пут. Вања и Дамјан одлазе на забаву на којој срећу њеног бившег мужа који се појављује са девојком. Вања припита и услед лошег односа са бившим мужем решава да се свети и буши му гуме. |                    |                                        |                    |                      |                     |
| 150 | 4                  | "Шетња по шуми"                        | Коста Ђорђевић     | Већи број сценариста | 22. септембар 2023. |
| Немања Арсић покушава да лечи игумана Симеона коме се здравствено стање све више погоршава, али Симеон одбија боравак у болници и наваљује да настави да врши своје дужности. Забринут за игумана, Немања преиспитује свој однос према вери. Алекса Радак је побеснео кад је сазнао да је Сара Коларов организовала процену његових способности да настави да ради после операције. Симонида такође не крије своје незадовољство због тога. Рефик Петровић се бори са својим новим задужењима и покушава да омогући студенту медицине, припаднику ромске мањине, једнаке могућности и изостанак дискриминације. Викторија Бела и Дамјан Мештеровић примају дечака у тешком стању оболелог од малих богиња чији су родитељи противници вакцинисања деце. |                    |                                        |                    |                      |                     |
| 151 | 5                  | "Раскршће"                             | Владимир Петровић  | Већи број сценариста | 28. септембар 2023. |
| Масовна саобраћајна несрећа на магистралном путу у којој је учествовао аутобус, камион и путничко возило направиће праву пометњу на Ургентном центру - Дамјан и Немања одлазе на терен, док Рефик и Викторија Бела остају да збрињавају путнике које довозе у установу. Како се током пометње један од ватрогасаца заглави испод камиона и неопходно му је извршити ампутацију обе ноге на терену, па на терен излази Симонида, иако је то у њеном поодмаклом стадијуму трудноће врло ризично. Симонида пада, и крену ране контракције, па Дамјан покушава да изведе ампутацију уз помоћ Рефикових инструкција преко телефона. Немања се суочава са својим траумама из детињства, што га након ове паклене вечери поново одводи до собе умирућег Игумана - овог пута на исповест. |                    |                                        |                    |                      |                     |
| 152 | 6                  | "Лов у мутном"                         | Коста Ђорђевић     | Већи број сценариста | 29. септембар 2023. |
| Немања се потресе кад схвати да је Вањиној пацијенткињи отета беба, и то Вањи испред носа. Ангажује се око потраге заједно са њом, а успут покушава да јој се приближи. Дамјан је у незнању почео да се забавља са Тином која погађа Педагошку академију, мислећи да је професорка, па се суочава са старом изреком - ко с децом спава. Алекса Радак стрепи од евалуације која би могла да утиче на његову докторску лиценцу. Има окршај са младићем на стероидима ког Димов жели да заштити од насилног оца. Симонида се превремено враћа са породиљског и љута је што су јој други преузели пацијенте и што јој Ускоковић већ тражи замену. |                    |                                        |                    |                      |                     |
| 153 | 7                  | "Опстанак најјачих"                    | Коста Ђорђевић     | Већи број сценариста | 5. октобар 2023.    |
| Хаотичан дан у Ургентном започиње шалом Немање Арсића који даје халдол Дејану Димову и тиме га на неко време онемогућује у раду. Сара ауторитативно опомиње особље због гужве која је изазвана пуним аутобусом отрованих пубертетлија од којих се за једну пубертетлијку испоставило да је трудна. Дан добија епилог пуцњавом полицајке која из страха прави грешку и упуцава једну болесницу. Инспектори који врше истрагу видно штите своју колегиницу што екипа лекара доводи до беса. Афера Тине Трифуновић и Дамјана одлази у смеру преиспитивања и отвореног љубоморисања Тине због Вање. Радак пребацује Немањи због некадашњег понашања према Марти. Немања се оправдава тврдећи да овај пут није његова кривица и да га је Марта напустила. |                    |                                        |                    |                      |                     |
| 154 | 8                  | "Немам изговор"                        | Коста Ђорђевић     | Већи број сценариста | 6. октобар 2023.    |
| Радак покушава да стигне на своје венчање, али упада у гужву, протесте, блокирану улицу, а врхунац је почетак трудова жене која је заглављена у колони, па он не може да стигне ни возилом хитне помоћи. Особље Ургентног се на све начине труди да смисле изговоре како би избегли смену и стигли на венчање, али их Сара опструира, јер она није позвана. Симонида је очајна јер њен најлепши дан протиче у ишчекивању младожење и оца, као и свађом са мајком. Уз све препреке Радак у последњем моменту стиже на чин венчања. |                    |                                        |                    |                      |                     |
| 155 | 9                  | "Далеки предели"                       | Коста Ђорђевић     | Већи број сценариста | 13. октобар 2023.   |
| Тина и Дамјан су све блискији. Радош Лолић, бивши Вањин муж, се појављује у Ургентном, али овај пут како би обавестио Вању да јој је мајка у лошем стању, да јој се поновила психичка криза и да је у Словенији. Немања покушава да допре до Вање, да јој понуди помоћ, и учествује у решавању проблема, али Вања то одбија. Са друге стране, прихвата помоћ и пут са Дамјаном у Словенију, што Немању доводи до отвореног показивања љубоморе. Ни Тина није имуна на ову информацију, па и Дамјан и Вања упадају у кризу са својим партнерима. Симонида је на ивици порођаја. Вања креће са Дамјаном на пут, где су сведоци психичког колапса њене мајке, која ће убудуће бити њена брига. |                    |                                        |                    |                      |                     |
| 156 | 10                 | "Страх од везивања"                    | Коста Ђорђевић     | Већи број сценариста | 19. октобар 2023.   |
| Рефик хитно прима свог некадашњег професора Карла Ферића, који је имао срчани удар. Такође сазнаје да је његова бивша жена Јасна примљена у Ургентни као хитан случај, заједно с његовим сином Војином. Дамјан прима трудницу која се под сумњивим околностима нашла у стању опасном по живот. Вања присуствује психијатријском вештачењу везаном за хоспитализацију своје суицидалне мајке, Олге Кос, која тврди да је савршено способна за самосталан живот. Немања Вањи пружа подршку и охрабрење. Сара се сусреће са драгом личношћу из детињства, којој мора да саопшти непријатне вести. |                    |                                        |                    |                      |                     |
| 157 | 11                 | "Помирење на помолу"                   | Коста Ђорђевић     | Већи број сценариста | 20. октобар 2023.   |
| Олга Кос моли Вању да заједно оду на терапије код др Катарине. Вања пристаје, али терапија се претвара у фијаско, јер Вања сазнаје да Олга жели да се врати у родно место, запосли се и живи сама. Вања јој призна за ранији абортус који је учинила због страха од потенцијалне наследне биполарности. Након Олгиних наговора, Вања и Олга одлазе на куглање. Придружују се колегијалном окупљању. Симболично, Вања и Олга се тако мире. Сара одбија пријаве Дамјана и Викторије за позиције шефа специјализаната, што њих двоје сматрају неправедним. Сару погоди смрт пацијента који за собом оставља ментално заосталу сестру о којој сад нема ко да брине. Војин несрећним случајем доживљава прелом прстију док га је Тамара чувала. Јасна притом жели да напусти садашњег мужа и да се помири са Рефиком, јер је то, како она тврди, у Војиновом најбољем интересу. Алекса се бави пацијентом Банетом, 10-годишњим дечаком за ког сумња да га је физички злостављао отац. Бане бива привремено задржан, а отац оптужен за злостављање. |                    |                                        |                    |                      |                     |
| 158 | 12                 | "Бес"                                  | Катарина Живановић | Већи број сценариста | 26. октобар 2023.   |
| Алекса и Симонида се привикавају на родитељски живот и уживају са ћерком Аном. Радак одлази у смену, која прати жртве масовне пуцњаве. Јосип, Јаснин садашњи муж, вербално напада Рефика због Јасне. Немања покушава да охрабри Вању да настави са школовањем, предајући њену пријаву за испите, Вањи то смета и реагује негодовањем. Дамјан отворено показује љубомору због Немањине и Вањине везе. Нејављање Симониде током пуцњаве масовног убице доводи Радака до панике и сумње да је Симонида нестала и повређена, те ангажује и полицију, јер је убица нико други него отац злостављеног дечака који је кренуо да наплати своју правду. Како и сам буде тешко рањен, од стране полиције, убица доспева у Радакове руке. Овог пута Радак жели да наплати своје. |                    |                                        |                    |                      |                     |
| 159 | 13                 | "На четири стране"                     | Катарина Живановић | Већи број сценариста | 27. октобар 2023.   |
| Немања наставља са брижним односом према Вањи тражећи јој стан. Особље Ургентног је забринуто за Тамару Мацановић, због потенцијалног ширења инфекције услед Тамарине интервенције са зараженим пацијентом. Радак добија налазе. Дамјану умире деда који га је дословно одгајио, то га врло погађа, и понука Вању да му се још више приближи. Сара обилази Дом за негу старих лица, тражећи своју мајку, прекида сарадњу са детективом, када схвата да је преварена. Психички неурачунљива пацијенткиња извршава самоубиство, скоком са терасе. Симонида сазнаје да Радакови налази су јако лоши и не зна како да се носи са тим. Радак и даље истерује своју правду, иако је под озбиљном провером болнице, јер је упитно изгубио пацијента. |                    |                                        |                    |                      |                     |
| 160 | 14                 | "Што дуже останеш..."                  | Катарина Живановић | Већи број сценариста | 2. новембар 2023.   |
| Алекса Радак запошљава Софију Крунић, којој је био ментор у Ужицу, што изазива негодовање Саре Коларов. Дамјан на молбу Викторије прихвата лакшег пацијента, међутим то се претвара у целовечерњу агонију, где добија још 5 пацијената, и остаје до краја смене. Вања започиње свађу са Немањом када уочи да флертује са конобарицом Николином. Рефику јављају да су Јасна и Војин повређени и тек по одласку у болницу сазнаје да је Јасна преминула. Симонида и Алекса све теже одговарају на изазове родитељства и његове болести, а Симонидин очај достиже врхунац, кад је Ускоковић избаци са операције због цурења млека из дојки. Дејан Димов прима пацијента који је исувише млад за срчани удар, сумња на коришћење кокаина, те му даје терапију која доводи до фаталног исхода. Немања и Вања раскидају након жучне свађе. |                    |                                        |                    |                      |                     |
| 161 | 15                 | "Крв, шећер, секс, чаролија"           | Катарина Живановић | Већи број сценариста | 3. новембар 2023.   |
| Вања је неспретна приликом паковања у Немањином стану и случајно оштети акваријум са рибицама. Успева да убеди Дамјана да јој помогне око замене стакла, али их комшије пријаве полицији због буке. Радак не жели да га ћерка из првог брака, тинејџерка Уна види у лошем стању, јавља бившој жени да је не шаље код њега. Димов успева да реанимира пацијента у лифту са болничарком Нелом на коју је бацио око и тиме успева да је импресионира. Сара их затиче у амбулантним колима и даје му отказ. Алекса се посвађа са Саром због начина на који третира запослене. Рефик је очајан јер сестра није у стању да му чува Војина док тражи бебиситерку. Максим то разуме и шаље га кући са сином. |                    |                                        |                    |                      |                     |
| 162 | 16                 | "Никад не реци никад"                  | Катарина Живановић | Већи број сценариста | 9. новембар 2023.   |
| На Ургентни центар је примљен шестогодишњак са Едвардсовим синдромом, којег родитељи напуштају. што додатно потреса. Конобарица Николина се појављује на УЦ са посеченим прстом, тражи Немању Арсића. Већи проблем од њене повреде је то што је добила отказ. Викторија Бела одлази са Саром на саслушање због случаја преминулог пацијента, али Сара прикрива своју кривицу у немилом догађају, због чега Викторија Бела даје отказ. Дејан Димов скупља своје ствари, пошто је отпуштен, а Сара има грижу савести, али ништа не чини. Рефик покушава да избалансира приватни и пословни живот, али не успева да покупи Војина из школе на време. Дојучерашњи супарник Јосип му помогне, али је Рефик свестан да је то само привремено решење. |                    |                                        |                    |                      |                     |
| 163 | 17                 | "Све испочетка"                        | Катарина Живановић | Већи број сценариста | 10. новембар 2023.  |
| Дамјан амбициозно покушава да води стажисте, али му не полази за руком, па Вања исправља њихове грешке. Симонида мора на анализе јер јој је неколико пацијената преминуло од сепсе, па Максим сумња да је носилац бактерије. Сару потреса случај девојке која је случајно ударила свог оца аутом. Војин је нестао, Рефик је усред операције и покушава да га нађе, али превише људи долази по њега у вртић. Испоставља се да је Рефикова сестра Сандра покупила Војина, али остаје питање - да ли је за дете добар такав живот? Ксенији Мештеровић, Дамјановој баки, је позлило, има срчаних проблема, али одбија помоћ од Дамјана и на своју руку напушта Ургентни центар. |                    |                                        |                    |                      |                     |
| 164 | 18                 | "Листа жеља"                           | Катарина Живановић | Већи број сценариста | 16. новембар 2023.  |
| Радак пише листу жеља - шта би могао да уради, а није до сад. Симонида, свесна да му се ближи крај, буди га раном зором да крену на пут и да му она испуни све што може. Одлазе на место које он много воли, место где је одрастао, и Радак јој се представља најискреније и најнежније, као што никад није до сад. Придружује им се и Уна, која жели да последње Радакове дане проведе са оцем. Време пролази у ишчекивању најгорег, али и у породичној топлој атмосфери где Радак и Симонида могу да се опросте како им доликује. |                    |                                        |                    |                      |                     |
| 165 | 19                 | "Понуде и потражње"                    | Катарина Живановић | Већи број сценариста | 17. новембар 2023.  |
| Софија пријатељски испитује Дамјана, о његовом односу према њој, јер су почели да излазе заједно. Дамјану није јасно да Софија мисли више на његову заљубљеност у Вању коју не признаје ни себи. Сара Коларов му предлаже да преузме место шефа стажиста на шта Дамјан реагује негодовањем. Немања наставља флерт са Николином, која иако на Немањино инсистирање ради у Ургентном као сестра, показује сву своју нестручност. Вања директно замера Немањи, због утицаја на Николинино запошљавање. Сукоб Јосипа и Рефика око очинства над Војином све је израженији. |                    |                                        |                    |                      |                     |
| 166 | 20                 | "Ако треба да паднем из милости"       | Катарина Живановић | Већи број сценариста | 23. новембар 2023.  |
| Милан Галовић долази у Ургентни, то је његов први радни дан. Дамјан доводи баба Ксенију у Ургентни након што се онесвестила у кући. Немања укључује Николину при интервенцијама у трауми што иритира Вању јер се Николина не сналази. Ксенија има Шај-Дрегеров синдром, али не хаје много за дијагнозу. Рефик добија судски позив јер Јосип оспорава његово старатељство над Војином. Рефик одлази да уради ДНК анализу. Немања и Милан интервенишу на пацијенту тинејџеру и на чувару тржног центра чијом је интервенцијом тинејџер тешко повређен. Чувар због гриже савести покуша самоубиство. Дамјан признаје Софији да је био зависник, да му се Софија допадала у студентским данима и да му је драго што се вратила у Ургентни центар. Софија признаје да се и Дамјан њој допадао раније. |                    |                                        |                    |                      |                     |
| 167 | 21                 | "Умерено облачно, местимично са кишом" | Катарина Живановић | Већи број сценариста | 24. новембар 2023.  |
| ДНК анализа показује да Рефик није Војинов биолошки отац. Сара и Милан стицајем околности имају интервенцију на терену - врше царски рез под претњом пиштоља. Помаже им Вук Тешић, из спасилачке екипе, дословно спашава и њих и породиљу. Вук покушава да се приближи Сари која такође није имуна на њега иако је значајно млађи од ње. Дамјанова бака Ксенија доживљава поново несрећу током вожње, што јасно указује Дамјану да њена деменција узима маха. Николина саопштава Немањи да је трудна. Вања упозорава Немању на Николину, али Немања је овај пут истрајан да остане уз жену и своје будуће дете. |                    |                                        |                    |                      |                     |
| 168 | 22                 | "Где ћеш?"                             | Катарина Живановић | Већи број сценариста | 30. новембар 2023.  |
| Немања покушава на све начине да заштити Николинин положај у УЦ јер Сара и Вања не показују благонаклоност према њој. Рефикова судска борба за старатељство и даље траје. Сара и Вук Тешић су све блискији и обостране симпатије су све израженије. Николина признаје Немањи да није трудна, да је све време лагала, и да напушта Ургентни. На место Симониде долази нова хируршкиња, Андреа Марков, која одмах уводи новине - спроводи неспецифичан протокол донирања органа, што Сару изнервира, а Ускоковића одушеви. Након Андреиног успешног пословног почетка, она код куће доживљава физичко злостављање од свог дечка. |                    |                                        |                    |                      |                     |
| 169 | 23                 | "Бићу кући"                            | Марија Перовић     | Већи број сценариста | 1. децембар 2023.   |
| Дамјан и Софија се присећају факултетских дана и зближавају се још више. Рефик инсистира на разговору са Ускоковићем, ради флексибилног радног времена, како би више времена имао за сина али Ускоковић није вољан да му апсолутно испуни захтеве. Како Рефикова борба за старатељство над сином зависи од његове окупације послом, Рефик одлучује да напусти Ургентни и нађе нови посао. Немања је нерасположен и одсутан због нестанка Николине. Вук све више привлачи Сарину пажњу, она га позива на ручак. Вања налети на Николину, која је имала прекид трудноће, али је замоли да то не каже Немањи. Дамјанов отац саопштава Дамјану да се разводи од његове мајке, што Дамјан изузетно тешко прихвата. |                    |                                        |                    |                      |                     |
| 170 | 24                 | "Непоправљиво"                         | Марија Перовић     | Већи број сценариста | 7. децембар 2023.   |
| Вања се уплиће у породично насиље комшија из стана поред и покушава да заштити комшиницу која одбија њену помоћ. Сара страхује да се не зна за њен однос са Вуком, а Вук јој баш због тога пребацује што она жели дискрецију. Дамјан покушава да збрине и обезбеди бригу о баки, улази у сукоб са својом мајком. Шизофрени пацијент, који је пре две године избо Дамјана, појављује се опет у Ургентном, што Дамјану пробуди најдубље трауме. Андреа Марков открива порочну страну свог партнера. |                    |                                        |                    |                      |                     |
| 171 | 25                 | "Низ реку живота"                      | Марија Перовић     | Већи број сценариста | 8. децембар 2023.   |
| Сукоб Вањиних комшија ескалира и Вања мора нешто да преузме по том питању. Покушава да се повеже са злостављаном комшиницом, али је то јако тешко, јер она њега воли. Викторија Бела ангажује адвоката и захтева повратак на посао. Ускоковић врши притисак на Сару и захтева да Сара преузме одговорност за Викторијину грешку. Сара под притиском враћа Викторију у Ургентни центар. Вук покушава да изглади однос са Саром, али она је истрајна у жељи да сакрије њихову везу. Дамјан је психички сломљен због породичних проблема, мајчине злоупотребе лекова и алкохола. Андреа даје шансу свом партнеру Ивану, како би изгладили однос. Њена двогодишња ћерка Клара је танка спона у овом лабавом односу, Иван се држи грчевито за то. |                    |                                        |                    |                      |                     |
| 172 | 26                 | "Штета је начињена"                    | Марија Перовић     | Већи број сценариста | 14. децембар 2023.  |
| Викторија се враћа у рутину Ургентног центра. Дамјан се бори са мајком Еленом, која се понаша неуравнотежено. Вања инсистира да комшиница Јеца Видак пријави свог насилног партнера. Андреина ћерка Клара грешком узима кесицу Ивановог кокаина мислећи да је шећер и бива животно угрожена. Андреа пребацује Ивану за несмотрено понашање и коришћење кокаина. чиме је могло доћи до фаталног Клариног исхода, али га не напушта. |                    |                                        |                    |                      |                     |
| 173 | 27                 | "Једноставан окрет судбине"            | Марија Перовић     | Већи број сценариста | 15. децембар 2023.  |
| Вања стаје у заштиту Јелене, која је дошла претучена у УЦ, али она одбија помоћ и стаје на Борисову страну. негирајући злостављање. Софија упозорава Андреу и саветује је да пријави Ивана, али Андреа то одбија из страха од Ивановог пословног утицаја. Клара се опоравља. Еленин опсесивни однос према онколошком пацијенту Марку оптерећује Дамјана и подсећа га на покојног брата. Немања улази у физички обрачун са Борисом, који се појављује на Вањиним вратима и напада је. |                    |                                        |                    |                      |                     |
| 174 | 28                 | "Све ти је у глави"                    | Марија Перовић     | Већи број сценариста | 23. децембар 2024.  |
| Андреа је коначно оставила Ивана, али није у стању да своје приватне проблеме одвоји од посла, јер кад добије пацијента који је користио амфетамине и непосредно угрозио своју породицу, поставља се врло сурово. Софија Крунић јој се конфронтира испред пацијентове жене и то се завршава сукобом. Вања је у потрази за новим станом јер се боји насилног комшије који је добио само условну казну. Немања јој нуди помоћ и смештај код њега али Вања то одбија. Вук Тешић и Љуба се споречкају, што ескалира у физички сукоб. Сара суспендује Љубу, али га Вук брани од ње, и лаже да није било туче. Сара има преча посла - сведочи двема породичним драмама и покушава да правилно одмери ситуацију и заштити оне који су најмање криви кад одрасли полуде - њихову децу. Вања се ипак појављује на вратима Немање Арсића, где затиче згодну плавушу. Софија се појављује на вратима Андрее Марков, да изглади неспоразум. |                    |                                        |                    |                      |                     |
| 175 | 29                 | "Сексуално образовање"                 | Марија Перовић     | Већи број сценариста | 24. децембар 2024.  |
| Софија је преноћила код Андрее Марков, а Вања код Немање, па Дамјан љубоморише. Почетак смене обележен је необичним пријемом садо-мазо пацијената, што покрене низ шаљивих сексуалних инсинуација међу младим лекарима. Сара због неслане шале сазива састанак и одлучује да казне Софију, Дамјана, Вању, Немању и Милана предавањем о сексуалном образовању. Њихов цео дан протиче у ишчекивању професора, али он касни, па дан протекне обојен личним исповестима, али и међусобним сукобима. |                    |                                        |                    |                      |                     |
| 176 | 30                 | "Биогени"                              | Марија Перовић     | Већи број сценариста | 25. децембар 2024.  |
| Дан у Ургентном обележен је спашавањем пацијената из пожара у основној школи, тровањем печуркама, као и избоденим пацијентима из студентског дома. Пацијенткиња која је веома отрована печуркама, мора на хитну трансплатацију јетре и ишчекује одговор сестре - потенцијалног донора, која на крају одбија донорство. Млади усвојени дечак који је скоро страдао због дављења у кади је спашен, а његове хранитеље преиспитује социјална радница. Вања и Немања развијају цимерски однос. Иван Јовановић се опет појављује на вратима Андрее Марков, демонстрирајући силу, али овај пут Андреа је решена да пружи отпор. |                    |                                        |                    |                      |                     |
| 177 | 31                 | "Нови лекар"                           | Марија Перовић     | Већи број сценариста | 26. децембар 2024.  |
| Ургентни је пун пацијената са рејв журке, додатно ствар отежава пријем дрогиране труднице, која се судара са неспретним болничарем те долази до почетка порођаја и хитног царског реза. Ћерка пацијенткиње која је на ивици живота, доноси папир којим одбија било какво лечење и операције, те је особље приморано да одустане од даљег лечења, што сину пацијенткиње тешко пада као и особљу. Ђорђе Предић, нови лекар, придружује се екипи Ургентног центра. Његов почетак је обележен заменом пацијента, те и неадекватним прегледом, али то није најгоре од свега, јер Предић током смене добија тежак задатак да пацијенту саопшти да има канцер. Дамјан му пружа подршку и као искуснији и старији колега, у неку руку подржавајући и самог себе да исплива из сопствених недоумица и патњи. |                    |                                        |                    |                      |                     |
| 178 | 32                 | "Браћа и сестре"                       | Марија Перовић     | Већи број сценариста | 27. децембар 2024.  |
| Ђорђе неумољиво шармира Викторију Белу која засад одолева његовом шарму. Сестра Љиља одлази у Нови Сад у потрази за унуком. У Ургентни центар довозе дечака с изузетно тешком повредом главе. Предић и Галовић пацијенту с повредом грудног коша раде интервенцију коју никако не би смели па Ускоковић мора да му спашава живот, а Дамјан је изразито строг према млађим колегама чији је ментор. Вања се усељава у нови стан. Дамјан јој помаже око селидбе и брине пошто је схватио да је она поново почела да пије. Вању узрујава његова брига па се прилично удаљавају једно од другог. |                    |                                        |                    |                      |                     |
| 179 | 33                 | "Интимизирање"                         | Владимир Петровић  | Већи број сценариста | 28. децембар 2024.  |
| Дамјан, као нови вођа стажиста, постао је растрзан, неиспаван и исцрпљен, па је склон да завиди Софији што се макар наспавала. Софијин радни дан започиње кашњењем, због ког је прозивају све колеге, па и Дамјан. Софија њему највише замера на провокацијама, али је Дамјан, као нови вођа стажиста постао растрзан, неиспаван и исцрпљен, па је склон да завиди Софији што се макар наспавала. Од свих стажиста, Дамјан највише притиска Предића јер се меша у приватне проблеме пацијената и није довољно професионалан. Зато Предић чезне за специјализацијом на хирургији, али добија ургентну медицину. Но, након Дамјанове подршке, Предић добија крила и позива све да после смене оду на прославу. Дамјан би да иде кући, али га Вањина склоност ка алкохолу натера да и сам дође на журку. На журци се појављује и Сара са Вуком, први пут су ту као пар, а Софија коначно отворено сугерише Дамјану да се откачи од ње и да се окрене Вањи. Дамјан тако остаје будан и ову ноћ, да би у следећој смени, преуморан, после 48 сати неспавања одустао од позиције ментора стажистима. Сара га убеђује да не одустаје. |                    |                                        |                    |                      |                     |
| 180 | 34                 | "Карантин (1. део)"                    | Владимир Петровић  | Већи број сценариста | 30. децембар 2024.  |
| Уобичајени дан у Ургентном центру се мења доласком породице Цветковић чије дете умире услед непознатих околности. Дамјан посумња на мајмунске богиње. Услед сумње на епидемију, долази до хитног затварања и евакуације Ургентног центра. Сара је затечена када схвата да не може ући у Ургентни, и да је њено особље у карантину. Особље се ангажује, трудећи се да смире успаничене пацијенте, Вања и Дамјан се смувају, а ни Викторија и Предић нису далеко од романсе. |                    |                                        |                    |                      |                     |
| 181 | 35                 | "Теорија хаоса (2. део)"               | Владимир Петровић  | Већи број сценариста | 31. децембар 2024.  |
| Карантин у Ургентном центру је још на снази. Креће евакуација и вакцинација присутних и у свом хаосу који настаје због тријаже пацијената, Максим Ускоковић током превоза важног пацијента остаје без руке. Организује се хитна операција. Максиму хирурзи покушавају да спасу руку, а он пада у депресију јер је рука десна она којом он виртуозно оперише. Можда другима није јасно, али њему јесте - више никад неће бити сјајни хирург. |                    |                                        |                    |                      |                     |
| 182 | 36                 | "Поново мртав"                         | Владимир Петровић  | Већи број сценариста | 1. јануар 2025.     |
| Максим се полако опоравља, ради са физиотерапеутом у нади да ће да оспособи руку. Но, рука мења боју и сви су изгледи да се ткиво није примило. За то време у Ургентном се дешава тотални хаос - Сара покушава да води и хирургију, док је Максим одсутан, а на Ургентни пристиже велики број пацијената, што спорадично, што масовно због мафијашког обрачуна. Сара, оптерећена послом, улази у сукоб са Андреом која се претерано ангажује око најтежих пацијената, и Андреа успева да је расплаче. На другој страни, долазак студената на праксу подстиче Предића да се размеће више него обично, што га на крају доводи до грешке - реанимира човека коме је мозак већ одумро и даје лажну наду породици да ће пацијент бити боље. Галовић се бори за своју пацијенткињу са психијатрије, коју отписују као хипохондра и доводи искусне лекаре до лудила из потпуно другог мотива - претеране ажурности и његовог штреберског приступа. |                    |                                        |                    |                      |                     |
| 183 | 37                 | "Побуна"                               | Владимир Петровић  | Већи број сценариста | 2. јануар 2025.     |
| Гужва у Ургентном центру је толико велика да нема више слободног кревета, а Сара и даље одбија да прошири тим. Вања не стиже да се види са својим братом, Емилијаном, и фрустрирана је обимом рада. Сви већ падају с ногу од умора, али ствар коначно ескалира када један од пацијената почне да прети оружјем и тригерује Дамјанову трауму. Дамјан наваљује да Сара одобри буџет за детекторе метала и оружја, али Сара неће ни да чује за то. Кад је понудио да сам финансира уградњу детектора, а Сара одбила, Дамјан диже побуну. Сари једино остаје да изгура дан са студентима или да попусти. |                    |                                        |                    |                      |                     |
| 184 | 38                 | "Ходај као човек"                      | Владимир Петровић  | Већи број сценариста | 3. јануар 2025.     |
| Вања после ноћног изласка и пар коктела долази мамурна на посао, што Дамјан примећује и пребацује јој. Сара током укључења уживо на телевизији, грешком истом иглом даје вакцину водитељима и тиме праве кардиналну грешку. Предић се труди да шармира сваку нову женску особу у Ургентном. Немања наставља са својим сексуалним аферама, улази у флерт са мајком пацијенткиње, током радног времена имају сексуални однос у просторијама Ургентног. Софија то примећује и опомиње Немању, а врхунац проблема је када схвате да је ћерка жене са којом је Немања општио тешко болесна. Немања коначно признаје грешку. Галовићев и Предићев сукоб достиже врхунац и Галовић набоде Предића. Обојица су у проблему. Сара признаје Софији да себи даје хормоне и да покушава са Вуком да добије дете. |                    |                                        |                    |                      |                     |
| 185 | 39                 | "Безнадежна рана"                      | Владимир Петровић  | Већи број сценариста | 4. јануар 2025.     |
| Максим сазнаје да неће моћи више да оперише, биће и даље шеф хирургије, али на административном нивоу, и то га јако фрустрира. На једној приватној журци за Ноћ вештица избија пожар и у Ургентни центар пристижу жртве са опекотинама. На праксу у Ургентни стиже Павле Ненадић. талентовани специјализант. Показује завидно снање, јер уочава код пацијената нешто што нико други не уочава; и он болује од Паркинсонове болести коју крије. Ипак, неминовно је да ови искусни лекари открију. Вања га узима у заштиту, а Андреа и Максим сматрају да на неком другом месту може да искористи своје особине врхунског доктора. Све време расте анимозитет између Немање и медицинских сестара. На Немањин рачун константно стижу притужбе, међутим, Немања нимало не попушта и не признаје да и најмање греши. Вања је категорична и инсистира да Немања поправи однос и комуникацију са сестрама. Андреа у лекарској соби затиче Максима, неутешног и фрустрираног јер више не може да оперише. У моменту рањивости, покушава емотивно да се приближи Андреи. |                    |                                        |                    |                      |                     |
| 186 | 40                 | "Човек може само да се нада"           | Владимир Петровић  | Већи број сценариста | 8. јануар 2025.     |
| Максим Ускоковић је незадовољан терапијом и опцијама за рехабилитацију које му се нуде. Андреа се сукобљава са Павлом Ненадићем око приступа пацијентима који не желе оживљавање. С једном пацијенткињом Павле успоставља нарочито присан однос. Вања је збуњена и забринута Емилијановим понашањем и његовим егзалтираним појављивањем у Ургентном центру. Сумња да је биполаран попут њихове мајке. Викторија Бела доживљава непријатност од агресивног пацијента, Предић је штити и бодри. Вања и Андреа примају младу пацијенткињу у измењеном стању свести, за коју сумњају да је жртва сексуалног злостављања. Медицинске сестре траже да се спроведе истрага против Немање, због неприкладног понашања. Вања је доведена у непријатну ситуацију - треба да одабере страну. |                    |                                        |                    |                      |                     |
| 187 | 41                 | "Неће ништа да те боли"                | Владимир Петровић  | Већи број сценариста | 9. јануар 2025.     |
| Вања је јако забринута за Емилијана који је изненада нестао, боји се најгорег и сматра да његово ментално стање није стабилно. Не преза ни од чега да сазна што више о његовом кретању. Павле се сукобљава са Андреом и инсистира на томе да његово стање не утиче на његове способности као хирурга. Ема Аџић и Милан непрекидно се надмећу у показивању свог знања и способности. Давид је незасит у својим љубавничким подухватима, али једнако пожртвован у настојању да излечи младог пацијента чији је око повређено ватреним оружјем. Сара Коларов, с друге стране, добија веома добре вести. |                    |                                        |                    |                      |                     |
| 188 | 42                 | "Судар"                                | Владимир Петровић  | Већи број сценариста | 10. јануар 2025.    |
| Вања је у потрази за својим братом Емилијаном у жељи да га поштеди војног затвора, али да га упркос његовом противљењу стави под психијатријски надзор јер је уверена да пати од биполарног поремећаја и маничне депресије, попут њихове мајке Олге. Андреа је у трци са временом - жури да спаси један дечији живот угрожен тешком саобраћајном несрећом. |                    |                                        |                    |                      |                     |
| 189 | 43                 | "Најближа родбина"                     | Миливој Пухловски  | Већи број сценариста | 11. јануар 2025.    |
| Вања не успева да натера Емилијана да се лечи јер је њихова мајка олга решила да га одведе у Љубљану и да му сама помогне, па Вања диже руке од своје породице. Викторија Бела се сукобљава са Емом док раде на случају напуштеног новорођенчета. Ђорђе балансира између проблема са поремећеним братом Лавом и посла, али, пошто је због брата занемарио посао, уништава живот једном од својих пацијената. Немања се веже за старицу коју лечи, а која умире, али му пре смрти остави позамашну своту новца коју он, упркос етичким дилемама, прихвата. Милан и Софија се баве случајем насиља у породици, али су изненађени када открију да насилник није онај на ког су сумњали. |                    |                                        |                    |                      |                     |
| 190 | 44                 | "Ретроспектива (1. део)"               | Миливој Пухловски  | Већи број сценариста | 13. јануар 2025.    |
| Софија је направила журку за колеге. Због Вањиног проблема са алкохолом Мештеровић и Вања одлазе кад почну игре на ту тему, али пре тога, Вањи пијани Немања признаје да му недостаје. Eма флертује са Немањом. Они након журке одлазе код њега у стан, он је у алкохолисаном стању, па га Ема ставља у кревет, а она остаје да спава на каучу. Како је велика гужва, Сара зове Немању да ипак дође на посао. Када га позове, Ема се јави на телефон. Он долази, уморан и мамуран, са Емом, потпуно деконцентрисан. Крећу трачеви о Еми и Немањи. Након ужасног дана, он одлази кући, а Ема га замоли да је повезе. Уморан и нервозан, са Емом на месту сувозача, удари у други аутомобил. Немања спасава другог возача и његовог сина, али и Ема пада у несвест. Колеге преузимају пацијенте, а он не може да дође себи од шока, умора и осећаја кривице. |                    |                                        |                    |                      |                     |
| 191 | 45                 | "Премор (2. део)"                      | Миливој Пухловски  | Већи број сценариста | 14. јануар 2025.    |
| Лекари, на челу са Димитријем Принципом, сазвали су приказ случаја младића који је имао леукемију и доживео мождану смрт након што је његово стање погрешно пропратио Немања Арсић. Софија и Вања покушавају да оправдају његове поступке, али он сам себи не може да опрости грешку. Вук и Сара сређују собу за принову. Викторија се труди да помогне девојчици која је претрпела силовање. Предић уноси пиштољ у УЦ. Дамјан га брани пред Саром, али његово агресивно понашање према пацијентима не иде му у корист. |                    |                                        |                    |                      |                     |
| 192 | 46                 | "Трудноћа"                             | Миливој Пухловски  | Већи број сценариста | 16. јануар 2025.    |
| Предић напрасно одлази са посла да би помогао Лаву ког су претукли због пиштоља и Дамјан му у томе помогне, али не успева да му се приближи. Сара сазнаје да је имала спонтани побачај и једино са ким се заиста повезује је глувонема пацијенткиња која се искрено саосећа. Дамјан и Вања одлазе на хуманитарну забаву, где Дамјан донира велику суму новца. Вања му скреће пажњу да не мора да покушава да буде једнак, да се не стиди свог богатства, већ да нешто учини са тим новцем. |                    |                                        |                    |                      |                     |
| 193 | 47                 | "Све је добро што се добро сврши"      | Миливој Пухловски  | Већи број сценариста | 17. јануар 2025.    |
| Сара се налази пред професионалним изазовом када прима помоћника здравља Олега Берића који је заражен хламидијом и који захтева дискретност. Сара успева да замени брис и изостави дијагнозу хламидије Олега Берића. Немања чини лекарски неприхватљиву ствар када искључи апарате пацијенткиње, не би ли убедио њеног мужа да оде на неодложну операцију и себи направи додатне компликације у УЦ. Предић покушава да нађе посао свом брату Лаву. |                    |                                        |                    |                      |                     |
| 194 | 48                 | "Пуцњава"                              | Миливој Пухловски  | Већи број сценариста | 18. јануар 2025.    |
| Предић сазнаје да је Лав ухапшен јер је опет био у друштву проблематичних другара. Сара признаје Софији да је побацила. Максим је све огорченији због своје све мање функционалне руке, па злоставља све око себе, поготово Сару којој се са Олегом отварају нова врата - све је могуће. Немања се заинтересује за понуди из министарства да оде у Либију. Зове Дамјана да иде са њим, али он пошто је у срећној вези са Вањом, не мисли да то поремети било чиме. Предићев брат Лав овог пута заиста направи проблем, јер са ортацима из краја упадне у пуцњаву са полицијом. Његов ортак Бане гине, а један од полицајаца је тешко рањен. Андреи почиње да се удвара врхунски хирург Дејан Добрашиновић и Максим пада у очај. |                    |                                        |                    |                      |                     |
| 195 | 49                 | "Без обавеза"                          | Миливој Пухловски  | Већи број сценариста | 20. јануар 2025.    |
| Вањи се изненада појављује одбегли брат Емилијан, под лековима и стабилан. Предић мора да склони Лава, и у томе му помажу Дамјан и Милан. Лав одлази код тетке у Црну Гору. Сара зове Немању и упозорава га да ако се у току дана не појави на послу, више не мора уопште да долази. |                    |                                        |                    |                      |                     |
| 196 | 50                 | "Нестао"                               | Миливој Пухловски  | Већи број сценариста | 21. јануар 2025.    |
| Дамјан се због Вање раније вратио са одмора и уверио се да је опет почела да пије. Пацијент са раком Никола, опет долази на контролу. |                    |                                        |                    |                      |                     |
| 197 | 51                 | "Потрага"                              | Миливој Пухловски  | Већи број сценариста | 22. јануар 2025.    |
| Олга упорно позива Вању да Емилијана траже на месту где га је контрола лета лоцирала. Испоставља се да је Емилијан жив и да је Олгин инстинкт био исправан. Дамјан проси Вању у нади да ће је то одвратити од порока. Немања се појављује на пола радног времена, успева да спасе живот и стабилизује пацијента у тешком стању. Никола наваљује на болничком лечењу јер је његов главни мотив заправо време које жели да проведе уз Софију Крунић у коју се заљубио. Сара и Вук разматрају да ли да се одлуче на нови покушај вантелесне оплодње. Фрустрирана због претходног неуспеха, Сара жели да сачека са новим покушајем што и Вук подржава. |                    |                                        |                    |                      |                     |
| 198 | 52                 | "Хиљаду ждралова"                      | Миливој Пухловски  | Већи број сценариста | 23. јануар 2025.    |
| Након што су Викторија Бела и Немања открили неколико жртава близу Ургентног, полиција покреће истрагу, па грешком приводе Предића и Галовића и сумњиче их за злочин! Сара шаље Немању на обавезне консултације с психологом, он цинично износи своју животну причу и тврди да психолог не може да му помогне. Касније, у УЦ Предић и Галовић лече полицајца који их је неосновано оптужио за злочин, њихова посвећеност послу стављена је на пробу. Софија одлучује да младог пацијента у терминалној фази болести изведе из болнице упркос жељама његове мајке. Њих двоје деле дирљиве тренутке блискости и разумевања у тешкој и неизвесној ситуацији. |                    |                                        |                    |                      |                     |
| 199 | 53                 | "Кламидија"                            | Миливој Пухловски  | Већи број сценариста | 24. јануар 2025.    |
| Сара се све чешће састаје са Олегом Бериће, као и са његовим сарадницима у вези са предстојећим плановима како би се стање у здравству побољшало. Са друге стране, Сара сазнаје нешто што можда не би требало, а због тога долази у позицију жртве. Олег јој признаје да има љубавника из свог кабинета, који такође има хламидију и Сара мора да га излечи. Олегов љубавник умире, јер добија пеницилин, на који је заправо алергичан. Олег инсистира да се цела ствар заташка, па Сара добија унапређење и то место Максима Ускоковића, али са горким укусом у устима! Софија је схватила шта је урадила Сара, али не може ништа да уради поводом тога. Вања покушава да буде савршена девојка, али Дамјан примети да нешто није у реду, па му она признаје да мисли да је није запросио јер га она стално разочарава. Немању опомињу на послу зато што не иде на обавезну психотерапију, па бира модел који је њему најприхватљивији! |                    |                                        |                    |                      |                     |
| 200 | 54                 | "Ко нађе, његово"                      | Миливој Пухловски  | Већи број сценариста | 25. јануар 2025.    |
| Пошто је Олегов љубавник умро, Сара је у великом проблему. Олег је теши да се то дешава и да то није њена кривица. Будући да је унапређена, Сара се усељава у Максимову канцеларију, а он долази на њено место и почиње да се понаша осорно према свима који му се нађу на путу. Вања покушава да буде савршена девојка Дамјану, али он примећује да нешто није у реду. Она му признаје да мисли да је он није запросио зато што га она стално разочарава. |                    |                                        |                    |                      |                     |
| 201 | 55                 | "Ствари се мењају"                     | Миливој Пухловски  | Већи број сценариста | 27. јануар 2025.    |
| Софија се поверава Вањи да се виђа са возачем хеликоптера Чедом, али да ништа није озбиљно. Вања, слушајући њене приче, схвата да се поред Дамјана збабила. Андреа покушава да се избори за живот нерођеног детета јер је трудница већ мождано мртва. Њен муж не жели да спашавају дете већ њу. Андреа има велику етичку дилему. |                    |                                        |                    |                      |                     |
| 202 | 56                 | "Гунгула"                              | Срђан Микић        | Већи број сценариста | 28. јануар 2025.    |
| Вања покушава да помогне пацијенту, али је прекида позив од Емилијана. Позив прекида и Дамјана, који је такође са пацијентом али он одбија да се јави, не знајући да је хитно. Сара га саветује да се јави, док ће она преузети бригу над пацијентом. Саопштава му да га зове отац. Софија и радник из Хитне заполињу своју романсу и то пред мртвацем. У пољупцима пуним страсти прекида их Немања, ком није свеједно шта то види. |                    |                                        |                    |                      |                     |
| 203 | 57                 | "Спољни послови"                       | Срђан Микић        | Већи број сценариста | 29. јануар 2025.    |
| Бака је Дамјану преписала читаво богатство, али то му није утеха. Он се све теже носи са њеном смрћу. Организује се сахрана и поред Дамјана и његове породице, долази и Вања са братом Емилијаном, који прави проблем на гробљу. Дамјан га моли да не прави скандале, али Емилијан је толико неартикулисан да није свестан ни шта ради, али Дамјанов отац покушава да га обузда. Ни то не полази за руком, па Емилијан завршава у раци. Након што се Максим оголио пред Андреом и дозволио јој да му превије руку, они проводе време после посла, када је он моли да му закаже операцију. |                    |                                        |                    |                      |                     |
| 204 | 58                 | "Кад ноћна сретне дневну"              | Срђан Микић        | Већи број сценариста | 30. јануар 2025.    |
| Андреа је Максиму заказала операцију и све је спремно за ампутирање руке. Предић има повређену пацијенткињу, потпуно исечену. На операционом столу сазнаје да јој је увећана материца, односно да је у другом стању, али бебе нема. Вања му помаже да сазнају још информација. Немања је отишао у Либију, а пошто нема ближих пријатеља, позива Дамјана да види шта ради и како је у УЦ. Међутим, Немања позива и Вању, која схвата да јој он баш недостаје. Искрено признаје Дамјану да јој недостаје Немања, али и он, а Дамјановом одговору се није надала. |                    |                                        |                    |                      |                     |
| 205 | 59                 | "У установи"                           | Срђан Микић        | Већи број сценариста | 31. јануар 2025.    |
| Смрт Дамјанове баке вратила нас је у проблематику његове породице и мрачне тајне, које сви покушавају да заташкају. Прва која не може да се носи са свим губицима је Дамјанова мајка која похађа часове сликања, у нади да ће исказати све емоције које осећа, али не може да их покаже, али то не иде у добром смеру. Доживљава нервни слом, али срећом Дамјан је с њом. Покушава да је смири, али демони из њене прошлости јој не дају мира. У разговору са психотерапеутом сазнајемо да она заправо никада није преболела смрт свог другог сина, а свесна је да је и Дамјана одавно изгубила. |                    |                                        |                    |                      |                     |
| 206 | 60                 | "Шта сад?"                             | Срђан Микић        | Већи број сценариста | 1. фебруар 2025.    |
| У Ургентни стиже појачање: нова стажисткиња Маја којој се сви радују, а очигледно највише Ђорђе Предић који покушава да јој буде при руци. Почиње да је подучава на пацијенту, она све учи, Предић ужива, ни не схватајући да иза њих стоји Викторија Бела која кипти од љубоморе. Он је уверава да међу њима нема ничега, али Викторији не прија ни мало оно што види у УЦ. Међутим, ствари су се закомпликовале баш када је Маја изгубила пацијента, а дозивала је помоћ. |                    |                                        |                    |                      |                     |
| 207 | 61                 | "Изгубљени"                            | Срђан Микић        | Већи број сценариста | 3. фебруар 2025.    |
| Пошто су сазнали да је Немања преминуо, у УЦ су сви потиштени. Дамјан одлучује да оде у Либију по његово тело и то саопштава Вањи. Мара и Галовић све више времена проводе заједно и многе колеге мисле да су они већ у шеми. Љуба све више времена проводи са својом сестром, која је девојка са посебним потребама, да многима у Ургентном недостаје, толико да не знају шта да раде без њега за пултом. |                    |                                        |                    |                      |                     |
| 208 | 62                 | "Драга Вања"                           | Срђан Микић        | Већи број сценариста | 4. фебруар 2025.    |
| Максим добија протезу за руку, али није задовољан квалитетом своје нове руке па је почео да се иживљава на колегама у Ургентном, толико да су људи почели да му узвраћају разноразним коментарима који му никако не пријају. Максим, тако бесан и узрујан, прекида Сарин састанак са сарадницима и почиње да баца све са стола под изговором да није баш способан да користи протезу коју је добио, а све са циљем да добије нову, ону коју је желео, али за њу није било довољно новца. |                    |                                        |                    |                      |                     |
| 209 | 63                 | "Смене се дешавају"                    | Срђан Микић        | Већи број сценариста | 5. фебруар 2025.    |
| Викторија добија нове увиде о Предићу које пре није видела, а били су јој испред носа. Вања позива свог бившег мужа у помоћ и тражи од њега да јој буде жирант за кредит, али он то одбија. Маја признаје Викторији Бели да она нема ништа са Предићем и да се нада да је Викторија убудуће неће кажњавати. Такође, напомиње Викторији да је Предић једноставно такав и да мува све. |                    |                                        |                    |                      |                     |
| 210 | 64                 | "Сташа"                                | Срђан Микић        | Већи број сценариста | 6. фебруар 2025.    |
| У Ургентни стиже нова медицинска сестра Сташа Тагић, која је већ први радни дан провела хаотично! Теше је Вања и Андреа, које јој пружају руку пријатељства, што се не може рећи и за Максима! Максим опет има окршај с Предићем, али Предић му не остаје дужан! Прозива га на рачун његове протезе за руку. Не тако добре вести стижу до Андрее. Док је била на операцији са својим новим љубавником, др Добрашиновићем, сазнаје да заправо он има супругу. |                    |                                        |                    |                      |                     |
| 211 | 65                 | "Опште добро"                          | Срђан Микић        | Већи број сценариста | 7. фебруар 2025.    |
| Викторија Бела флертује са новим специјализантом, и то на Предићеве очи. Љуба га провоцира, убеђујући га да се Викторија заљубила, а то Предићу никако не прија. Чак је и љубоморан. Љубина и Ивина љубавна прича добија наставак. Пада први пољубац. |                    |                                        |                    |                      |                     |
| 212 | 66                 | "Ускоковићев терор"                    | Коста Ђорђевић     | Већи број сценариста | 8. фебруар 2025.    |
| Софија има заказан састанак у граду и обавештава Максима да ће морати да искористи паузу за ручак. Он јој, наравно, брани да изађе у време када није пауза, али њихову препирку прекида инцидент. Сташа захвата непријатност након што ју је Максим додирнуо за задњицу и зато му она враћа тако што му узима протезу за руку и предаје је Софији. Софија је шокирана оним што види, а Сташа их све обавештава да ће Максим одговарати за сексуално узнемиравање на послу! Љуба и даље глуми да је доктор, а у томе му сада помаже Арсић који слуша његова наређења испред Ургентног, само зато што је Ива ту. |                    |                                        |                    |                      |                     |
| 213 | 67                 | "Слободан пад"                         | Коста Ђорђевић     | Већи број сценариста | 10. фебруар 2025.   |
| У УЦ стиже престижни инвеститор из региона и Максим за њега жели посебан третман. Први који му се супротставља је Предић, који истиче да он све пацијенте лечи на исти начин и да међу њима не види разлику. Управо тај став довео га је пред дисциплински поступак и зато га позива Принцип. Чеда се јавља Софији са мансарде УЦ и пева јој љубавну песму. Међутим, он пада са крова зграде и настаје хаос. Доктори долазе да га спасу. Не сви, јер Максим, због своје необрађене трауме, не може да изађе из лифта и оде на кров, јер баш на том месту је изгубио руку. С друге стране, мали Андреј покушава да споји своју маму, медицинску сестру Сташу и Немању, али да ли њих двоје то желе? Да је Максим најомраженији доктор у Ургентном то сви знају, и баш ни са ким није успео да успостави пријатељски однос. Није имао ни жену, ни децу, ни породицу и сав свој живот је посветио послу и због тог истог посла Максим нажалост жртвује свој живот. Након телевизијског укључења за замеником министра Олегом Берићем, Максим се упутио ка хеликоптеру. Нажалост, хеликоптер никада није стигао до УЦ. Вест о његовој смрти чули су сви, нажалост гледајући директан пренос на телевизији                                                                          |                    |                                        |                    |                      |                     |
| 214 | 68                 | "Комеморација"                         | Коста Ђорђевић     | Већи број сценариста | 11. фебруар 2025.   |
| Андреа је замолила Сару да одржи говор на Максимовој сахрани, али је она за то замолила Софију која је замолила Вању. На крају је једино Андреа била на Максимовој сахрани. |                    |                                        |                    |                      |                     |
| 215 | 69                 | "Матеа"                                | Коста Ђорђевић     | Већи број сценариста | 12. фебруар 2025.   |
| Поред напорног рада, Дамјан проналази време и за дружење па тако завршава са новим друштвом на пићу. Не само да има нову партнерку, већ се мува и са још једном колегиницом са посла, али доживљава шамар стварности када је сазнао да ће ускоро постати отац. |                    |                                        |                    |                      |                     |
| 216 | 70                 | "Опасно стање"                         | Коста Ђорђевић     | Већи број сценариста | 13. фебруар 2025.   |
| Након турбулентног раздобља које је Дамјан доживео у Либији у његовом животу ипак има места за срећу. Он одлучује да се врати у Београд како би решио проблем са наследством, али пред пут је питао своју девојку да пође са њим јер жели да је упозна са својом породицом и пријатељима. Дамјан среће Вању и запажа да је срећна. Међутим, као што она каже нису баш у толико добрим односима да би искрено разговарали о осећањима. Дамјанова вереница одлази на контролу због трудноће, али има лош предосећај. |                    |                                        |                    |                      |                     |
| 217 | 71                 | "Неонатологија"                        | Коста Ђорђевић     | Већи број сценариста | 14. фебруар 2025.   |
| Вања наставља са студијама и на једном часу са докторком доживљава непријатност. Међутим, то је не спречава да настави да ради по свом. С друге стране, до неспоразума долази и код Маје која остаје закључана у просторији, а хитно је потребна у трауми и не зна да ли ће успети да се избави. |                    |                                        |                    |                      |                     |
| 218 | 72                 | "Нађи Мештеровића"                     | Коста Ђорђевић     | Већи број сценариста | 15. фебруар 2025.   |
| Предић је ван контроле па почиње да му се набацује друга медицинска сестра. Галовић и Миша имају деликатан случај на терену на ком им је поред санитета потребна и помоћ полиције. Ни не сањају да се иза закључаних врата крије дечак са пиштољем у рукама. Андреа доживљава непријатност на одељењу хирургије када јој је престижни лекар отео пацијента и прилику да оперише. |                    |                                        |                    |                      |                     |
| 219 | 73                 | "Контрола импулса"                     | Коста Ђорђевић     | Већи број сценариста | 17. фебруар 2025.   |
| У УЦ стиже контрола! Доктор Недић долази да провери какво је стање међу запосленима и да ли су сви задовољни условима рада. Недић почиње да посматра односе међу запосленима и прве које су му на пику су Сташа и Софија! Софију у више наврата пита да ли је икада била изложена неизбежном физичком контакту са запосленима, а с друге стране, Сари предлаже да Сташу удаљи са радног места, на неко време. |                    |                                        |                    |                      |                     |
| 220 | 74                 | "Крвна сродства"                       | Коста Ђорђевић     | Већи број сценариста | 18. фебруар 2025.   |
| Сташа коначно пристаје на састанак са Немањом и она одлази код њега у стан на вечеру. Међутим, она брзо схвати да то можда није добра идеја и саопштава му да треба да прекину. Немању, који је планирао заједничко вече са Сташом и њеним сином, ова идеја затиче неспремним. Љуба је решио да буде искрен према својој девојци која га је оставила јер је мислила да је он вара и лаже. Лагао ју је да је доктор и коначно је решио да каже истину. Будући да Софија нема добар однос са оцем, откад је у другом стању покушава да то промени и жели да свог оца упозна са Чедом и да му саопшти да је трудна. |                    |                                        |                    |                      |                     |
| 221 | 75                 | "Опрости и заборави"                   | Коста Ђорђевић     | Већи број сценариста | 19. фебруар 2025.   |
| Љуба је позвао своју симпатију на пиће како би јој рекао да он заправо није доктор! Ива ће покушати да му опрости што ју је лагао, али ни сама не зна шта да одговори на његову просидбу. Андреа наставља романсу са оцем Кларине другаруце, упркос чудним питањима која јој поставља. Сташа признаје Немањи да с њим бира озбиљну везу него да не буду заједно и то звучи као охрабрење! Међутим, све пада у воду када се у УЦ-у појавила Жанет која насрће на Немању и то пред Сташом. Вања и Момчиловић имају проблем са болесником коме је потребна психијатријска помоћ, али још већи проблем настаје када он седа у кола Хитне помоћи и одлази у непознатом правцу! Љуба доживљава срчани удар. |                    |                                        |                    |                      |                     |
| 222 | 76                 | "Специјализанткиња"                    | Павле Вучковић     | Већи број сценариста | 20. фебруар 2025.   |
| Софији стомак полако расте и сви га примећују, па тако и непознати мушкарац у кафићу који почиње да јој се удвара. Чеда сазнаје за то и избија физички окршај у УЦ. Софија покушава да их раздвоји. После срчаног удара, Љуба се враћа на посао и сви су му се обрадовали! Галовић скупља снагу да пита Мају да оду на састанак. Маја радо пристаје јер му признаје да је и она хтела њему неколико пута то да предложи. |                    |                                        |                    |                      |                     |
| 223 | 77                 | "Где има дима"                         | Павле Вучковић     | Већи број сценариста | 21. фебруар 2025.   |
| Пошто је Маја направила велики пропуст са једним пацијентом, Галовић је хтео да је спаси и да уместо ње призна кривицу! То није баш лако, поготово код људи који имају савест! Пошто је Маја раније Мештеровићу признала да је она крива, дошло је до темељног вршења контроле у УЦ. Маја не може да поднесе чињеницу да је убила пацијента, а Галовић тренутно нема времена за њу. У Ургентни стиже дечко Саре Коларов Вук Тешић озбиљно повређен јер је пао део зграде на њега. Непријатно изненађење сачекало је Сташу када се вратила кући. Дошао је Андрејев отац. |                    |                                        |                    |                      |                     |
| 224 | 78                 | "Обичан додир"                         | Павле Вучковић     | Већи број сценариста | 22. фебруар 2025.   |
| Предић опет има проблем на Ургентном! У УЦ- у је била пацијенткиња која се жалила на његово сексуално узнемиравање због чега он завршава на разговору са Саром Коларов. Вања добија свој први, самостални, случај, а њен ментор је сигуран у њу. Немања има нове планове са Андрејем и Сташом, али она му саопштава да је нажалост дошао њен бивши муж и Андрејев отац који је непоуздан и непредвидив и да зато нема времена за дружење. |                    |                                        |                    |                      |                     |
| 225 | 79                 | "Вањина пацијенткиња"                  | Павле Вучковић     | Већи број сценариста | 24. фебруар 2025.   |
| Дамјану је бака преписала наследство јер му је веровала. Сара се враћа на посао и схвата да ипак не може да ради. Признаје Вањи да није способна да обавља посао, а Вања о томе разговара са Андреом, тражећи неки савет и решење. Дамјан одлучује да донира бакину кућу, а са том одлуком се никако не слаже његов отац. Шта више - бесан је. Дамјан га уверава да ради праву ствар, напомињујући да је бака преписала њему наследство јер је веровала у њега. |                    |                                        |                    |                      |                     |
| 226 | 80                 | "Суноврат"                             | Павле Вучковић     | Већи број сценариста | 25. фебруар 2025.   |
| Дамјан хитно води своју трудну вереницу у болницу јер је почео да је боли стомак. Он се нада да је можда пукао водењак, али обоје су свесни да није то у питању. Тамо сазнају да је дете ипак преминуло. Долази Дамјанов отац у болницу и теши га. Вањи се ближи крај студирању и није баш срећна због завршног испита, али ту је Маја да јој пружи подршку. На последњи испит на студијама одлази и Маја која се касније пожалила Немањи да су питања била тежа него што су очекивали. Иако је убеђивала Немању да са Савом нема ништа, Сташа је ипак дозволила да је он пољуби. |                    |                                        |                    |                      |                     |
| 227 | 81                 | "Вожња (1. део)"                       | Павле Вучковић     | Већи број сценариста | 26. фебруар 2025.   |
| Сташа долази кући са посла јер су је звали из школе да је Андреју лоше и да је отац дошао по њега. Сава једва отвара врата од стана, а тамо Сташа затиче и његовог другара са којим је заједно, изгледа, користио недозвољене супстанце и то пред дететом. Немања покушава да јој помогне, али Сташа одбија помоћ јер је и даље љута. Викторија се појављује на послу са великим подливом у пределу ока и сви су забринути, а први Предић који жели да је изведе на вечеру јер је за њу забринут. Они одлазе у град, али долази до непредвиђених околности током вожње када је возач из суседних кола запуцао на њих. |                    |                                        |                    |                      |                     |
| 228 | 82                 | "Једна је на путу (2. део)"            | Павле Вучковић     | Већи број сценариста | 27. фебруар 2025.   |
| Хитна помоћ долази на лице места да превезе повређене у УЦ. По свему судећи, неко из Предићевих кола је повредио кичму у вратном делу и вероватно ће бити парализован. У УЦ стижу нова два доктора, а један од њих је врло специфичан и, како би Немања приметио, неприкладан за посао који је изабрао. Не само што је Сташа отишла са Андрејем у непознатом правцу и не јавља се Немањи, него се и Матеа одлучила на исто и саопштила Дамјану да одлази јер не може да поднесе све што им се десило у последње време. Дамјан је моли да остане, да се венчају и да пробају опет да направе дете, али је она решила. |                    |                                        |                    |                      |                     |
| 229 | 83                 | "Отета"                                | Павле Вучковић     | Већи број сценариста | 28. фебруар 2025.   |
| Сестра Љиља схвата критику врло лично, завидећи Вањи на напредовању. Маја саопштава родитељима да није сигурна да жели да се бави медицином. Смрт пацијента је прогања и наводи на преиспитивање да ли је она за тај посао. Матеа се вратила у Либију и већ је почела да ради. Међутим, стиже јој порука од Дамјана да и он долази за њом. Матеа није сигурна да ли треба да се радује или не. Вања примећује грешку у картону свог пацијента где му је погрешно написана количина терапије и напомиње Љиљи да следећи пут провери. Она се бреца, љута је и кривицу пребацује на, сада већ, не сестру већ др. Кокотовић. |                    |                                        |                    |                      |                     |
| 230 | 84                 | "Без Мештеровића"                      | Павле Вучковић     | Већи број сценариста | 1. март 2025.       |
| У УЦ стиже још један специјализант који је, овога пута, бацио око на Вању. Љуба покушава да је одбрани од удварања, али неуспешно. Маја жели да ради у кафићу и одлази на разговор за посао. Власник кафића процењује да је Мара преквалификована за место шанкерке па је пита да ли уопште има искуства са оваквом врстом посла. Софија и Чеда долазе у болницу са својим наследником и сви су се сјатили око њих јер им је драго да их виде. Међутим, Чеди није и одлучује да дете склони на сигурно како се не би заразило. |                    |                                        |                    |                      |                     |
| 231 | 85                 | "Страх"                                | Павле Вучковић     | Већи број сценариста | 3. март 2025.       |
| Тек што је дошао, нови начелник се супротставља свим докторима. Да ли ће он бити гори од Максима Ускоковића? Сви имају проблема са новим шефом. Прво Предић који је наредио колегиници да направи захват који начелник није аминовао. Љуба је покушао да га одбрани, али је и он награбусио. Андреа је затим одлучила да оперише пацијента који је заражен хепатитисом и ком је хитно потребан орган и узима га од другог пацијента који је такође заражен хепатитисом. Пошто то није по закону, Андреа добија суспензију, а и она и нови начелник су свесни да је то била једина могућност. Ипак, она је удаљена са посла на неко време. Начелник Дубовац је отерао Андреу са одељења хирургије и Предић осећа кривицу за то. Извињава јој се због тога, али Андреа тврди да је искључиво она одговорна за овај случај. То је, иначе, случај где је заједно са Предићем пацијенту спасила живот, али то Дубовцу није важно! |                    |                                        |                    |                      |                     |
| 232 | 86                 | "Стажистин водич кроз галаксију"       | Милутин Петровић   | Већи број сценариста | 4. март 2025.       |
| Дубовац има пик на Вању коју често критикује, али и на неки чудан начин воли. Предић контролише нове специјализанте и наилази на проблем са једним колегом који није проверио картон пацијента алергичног на пеницилин, а преписао му је управо тај лек. Маја се враћа у УЦ, али је Предић не дочекује лепо. |                    |                                        |                    |                      |                     |
| 233 | 87                 | "Време смрти"                          | Милутин Петровић   | Већи број сценариста | 5. март 2025.       |
| У УЦ стиже пацијент, бивши затвореник ЦЗ-а. Наравно, како то обично бива, прима га др Предић ком је све то врло сумњиво, јер тај пацијент са собом доноси и торбу, коју никако не испушта из руке. Моли докторе да му торбу сачувају, али она завршава у Предићевим рукама који одлучује наравно и да је отвори. Пошто је Предић пацијенту зависнику дао алкохол, Немања га опомиње да је то недопустиво. |                    |                                        |                    |                      |                     |
| 234 | 88                 | "Пуцањ у тами"                         | Милутин Петровић   | Већи број сценариста | 6. март 2025.       |
| Андреа се враћа у УЦ и посебно јој се радује Предић, који и даље осећа кривицу због њене суспензије. Андрејева учитељица позива Сташу јер је он направио нови проблем у школи, а Немања одлази по њега и саопштава му да му следи казна. У Ургентни се враћа и Викторија која се жали Предићу да не зна шта више да ради са својим оцем јер не престаје да је малтретира. И не само то, он одбија да живи и њој је све теже да брине о њему таквом. Викторија кришом узима лекове из болнице, али нажалост затиче је Предић који јој не верује да су то лекови за њеног оца. |                    |                                        |                    |                      |                     |
| 235 | 89                 | "Беше ноћ"                             | Милутин Петровић   | Већи број сценариста | 7. март 2025.       |
| Проблеми са Викторијиним оцем не јењавају! Она се труди да брине о њему, али то јој доноси само компликације. Предић је за њу забринут и жели да јој помогне, па долази код ње у стан и затиче њеног оца у јако лошем стању. Викторија тражи помоћ од колега да је замене на послу, али ни Немања ни Андреа то не могу. Она зато одлучује да да отказ. |                    |                                        |                    |                      |                     |
| 236 | 90                 | "Кожа"                                 | Милутин Петровић   | Већи број сценариста | 8. март 2025.       |
| Усред смене, Маја је испред Ургентног и чека следећи случај. Међутим, није се надала да ће завршити отета у комбију са два непозната мушкарца и једним рањеником. Нажалост, рањеника није успела да спаси због чега свој живот доводи у опасност. Андреа почиње да влада првим спратом, па се тако поједине колеге жале да почиње да личи на Сару Коларов. Колико год да је драга Предићу, он јој први скреће пажњу. Начелник УЦ јој даје избор - да бира ауторитет или пријатељство. |                    |                                        |                    |                      |                     |
| 237 | 91                 | "Само се повежи"                       | Милутин Петровић   | Већи број сценариста | 10. март 2025.      |
| Пошто је Маја претрпела тортуру са отмичарима, враћа се у Ургентни и прича шта јој се догодило. Вања нема појма кроз шта је прошла, али је моли да напусти њен стан. Маја, потпуно разочарана, пита Рељу да живи код њега и он пристаје, ни не слутећи да ће то сметати његовој новој девојци, социјалној радници из Ургентног. С друге стране, Немања је прилично забринут за Мају и прати сваки њен корак. |                    |                                        |                    |                      |                     |
| 238 | 92                 | "Бубрег"                               | Милутин Петровић   | Већи број сценариста | 10. март 2025.      |
| У ургентни стиже девојка којој хитно треба пресађивање бубрега јер јој је отказао бубрег који је раније добила од оца због нуспојава лека за другу болест. Отац тражи од Предића да јој пресаде бубрег који му је остао. |                    |                                        |                    |                      |                     |
| 239 | 93                 | "Посредник"                            | Милутин Петровић   | Већи број сценариста | 11. март 2025.      |
| Вањин студент одлучује да јој више не буде стажиста и тражи промену распореда! Захтева од ње да попуни евалуацију и да коначно могу да изађу на вечеру! Ургентни добија новог, занимљивог пацијента који на операционом столу изјављује љубав удатој жени и успут јој саопштава да је супруг вара. Такође, долази им и дечак који трпи насиље од сина своје маћехе и то је нови Предићев случај. |                    |                                        |                    |                      |                     |
| 240 | 94                 | "Сами у гомили"                        | Миливој Пухловски  | Већи број сценариста | 11. март 2025.      |
| Немања и Сташа примају мајку троје деце која је доживела мождани удар. Маја и Реља имају необичан случај. |                    |                                        |                    |                      |                     |
| 241 | 95                 | "Тамо и овде"                          | Миливој Пухловски  | Већи број сценариста | 12. март 2025.      |
| Маја и Галовић се и даље дописују, одржавајући тако љубавну везу на даљину. Међутим, Галовићу се колегиница набацује, а на питање да ли има девојку, он објашњава да је сложено. С друге стране, и Маја има удвараче а са једним од њих завршава на дружењу у стану. Колико год да се забавља приватно, Маја проживљава пакао на послу зато што је Предић час хвали час куди и понижава. И Галовић има проблеме у болници у Ужицу где ради јер је на страни правде, али његов надређени изгледа да није. |                    |                                        |                    |                      |                     |
| 242 | 96                 | "Повратак у свет"                      | Миливој Пухловски  | Већи број сценариста | 12. март 2025.      |
| Маја је изненађена када је чула да је Галовић дошао у хитну помоћ са девојчицом са опекотинама, али се касније повезују на личном нивоу. У посету долази Сташин бивши муж Сава, а Нeмања открива да је он био у затвору. Галовић Маји оставља писмо и враћа се у Ужице. |                    |                                        |                    |                      |                     |
| 24 | 97                 | "Одбијање неге"                        | Миливој Пухловски  | Већи број сценариста | 14. март 2025.      |
| Вања наставља да се забавља са својим бившим стажистом који јој саопштава да мора да одлучи у каквом су они односу. Даје јој рок од две недеље јер тада има породично окупљање и жели да зна како да је представи родитељима. Социјална радница оставља Рељу јер јој смета што су њему сви на првом месту. Сви осим ње. Жао јој је, као и Рељи, али питање је да ли је овој љубавној причи заиста крај. |                    |                                        |                    |                      |                     |
| 244 | 98                 | "Пацијент Радаковић"                   | Миливој Пухловски  | Већи број сценариста | 17. март 2025.      |
| Иако никада није заборавио смртни случај свог првог пацијента, на врата Ургентном ушетао је супруг жене коју је Предић нажалост изгубио у операционој сали. Предић покушава да се одаљи од овог случаја, али овај пацијент је толико неподношљив по докторе и медицинске сестре да Предић ипак мора да разговара са њим. Себе је кривио што је супругу своје пацијенткиње давао лажну наду, а сада се нашао очи у очи са њим и то је за њега било заправо олакшање. |                    |                                        |                    |                      |                     |
| 245 | 99                 | "Ту си"                                | Миливој Пухловски  | Већи број сценариста | 18. март 2025.      |
| Немања случајно у купатилу налази тест за трудноћу и потпуно мења понашање. Паралисан је, а Сташа захтева да разговарају са стручном особом о њиховој љубавној вези. Андреа саопштава Момчиловићу да он постаје шеф особља. Љуба истражује цене сала за венчање у чему га прекида Викторија која се већ намерачила да се шали како се Љуба жени. Међутим, Љуба одлучује да буде тајанствен. |                    |                                        |                    |                      |                     |
| 246 | 100                | "Посао мора да се настави"             | Миливој Пухловски  | Већи број сценариста | 18. март 2025.      |

## Филмска екипа
- Продуцент: Горан Стаменковић
Марија Јовановић
- Сценарио: Ружица Васић 
 Јелена Велковски 
 Теа Пухарић 
 Срђан Микић
 Милица Недељковић
 Борисав Матић
 Марија Станојевић
 Марија Стојановић
 Јелена Илић
 Јелена Вуксановић
 Јелена Полигорић Синкевић 
Балша Лабовић
- Директор фотографије: Радослав Владић 
 Рајко Ђукић
- Сценограф: Јездимир Бјеличић 
 Марко Маринковић
- Костим: Јелена Здравковић
- Монтажа: Дејан Луковић
 Немања Рачић
 Срђан Вребац
- Редитељи 2 екипе:  Страхиња Савић 
 Миша Зоровић 
 Давид Алић
- Помоћници режије: Душан Мамула
- Редитељи: Коста Ђорђевић 
 Владимир Петровић
 Катарина Живановић
Марија Перовић
- Планери: Петар Пешут 
Вања Микшић